# PlayStation Official Magazine – Australia
A PlayStation Official Magazine – Australia videójátékokkal foglalkozó havilap, melyet a Citrus Media jelentet meg. A magazin korábban Official PlayStation 2 Magazine címen jelent meg, azonban a PlayStation 3 megjelenésével nevet váltott. Az újságot gyakran OPS-ként rövidítik.
A magazin lapszámaihoz egy ideig saját készítésű DVD-t is csomagoltak, melyen videójátékok előzetesei és egyéb azokhoz köthető tartalmak kaptak helyet. Ugyan a magazin „hivatalos PlayStation magazin” címet birtokolja, azonban ennek ellenére tartalmát nem licenceli, azt teljes mértékben Ausztráliában írják.